# Charles François Sury
Charles François Sury, né à Mons le 22 avril 1814 et mort à Mons le 27 novembre 1865, est un architecte belge et professeur d'architecture à Mons.

## Biographie
Charles Sury, né à Mons le 22 avril 1814, est le fils de Louis Sury, charpentier, demeurant rue d'Havré, et de son épouse Amélie Godin. Il appartenait à une famille de charpentiers établis depuis plusieurs générations à Mons.
De 1841 à 1854, il est professeur d'architecture à l'Académie royale des Beaux-Arts de Mons.
De 1844 à son décès, il est l'architecte de la ville de Mons.

## Son œuvre
Sa production, néo-classique ou historiciste, a principalement marqué le paysage urbain de la ville de Mons. 
Il a notamment entrepris les travaux de dégagement de la collégiale Sainte-Waudru. Il a construit en 1853 le Manège de cavalerie où il fut un des premiers à avoir tiré parti du fer, le Théâtre royal (1841-1843) et la salle des concerts, où l'on sent une influence de Poelaert, l'Abattoir communal avec la collaboration de l'architecte Jean Van Gierdegom (1850-1854), l'ancien Tir communal, le boulevard construit sur les anciennes fortifications détruites entre 1861-1865.